# Bed of Roses
«Bed Of Roses» (en español: «Cama de rosas») es una power ballad interpretada por la banda de hard rock estadounidense Bon Jovi, lanzado como segundo sencillo de su quinto álbum de estudio Keep The Faith (1992). El sencillo fue publicado por la empresa discográfica Mercury Records el 11 de enero de 1993. Jon Bon Jovi escribió la canción mientras se encontraba en un cuarto de hotel tras una resaca, mientras que las letras describen lo que estaba sintiendo en el momento. La canción incluye largos sonidos de guitarra junto con un piano, mientras Jon interpreta la canción en notas altas. 
El sonido "power ballad" convirtió a la canción en un éxito, demostrando lo nuevo de la banda, un sonido más maduro en comparación de sus álbumes de glam metal que les dieron éxito internacional durante la década de los 80's. La canción logró posicionarse en la décima posición del conteo estadounidense, Billboard Hot 100, convirtiéndose en la novena canción de la banda en trazar en el top 10 de la lista. 
Una versión en español titulada, Cama de rosas, fue grabada e incluida en las versiones latinoamericanas y españolas del álbum. La canción logró la primera posición en la lista española Los 40 principales.

## Recepción comercial
"Bed of Roses" hizo su debut oficial en el Billboard "Hot 100" en la semana del 23 de enero de 1993, después de ser lanzado como sencillo oficial. En su segunda y tercera semana en el conteo, la canción saltó a la posición 55 y 41 respectivamente. La canción llegó al décimo puesto de la lista en su séptima semana, el 6 de marzo de 1993, convirtiéndola en su novena canción en lograr entrar a los diez primeros. "Bed of Roses" permaneció seis semanas consecutivas en el décimo puesto de la lista, hasta el 10 de abril de 1993, para después caer a la decimotercera posición. El sencillo estuvo 20 semanas dentro de la lista.

## Video musical
El vídeo de "Bed of Roses" comienza con cortos de Richie Sambora tocando la guitarra en lo alto de una montaña. La escena corta y pasa con Jon Bon Jovi en su cuarto de hotel y tocando el piano, eventualmente se ve a la banda en el estudio de grabación y haciendo viajes en su jet, finalizando con una presentación en vivo de la banda. Inicialmente el director quería a Jon Bon Jovi en lo alto de la montaña, pero este sugirió que subiera a Richie Sambora y David Bryan. 
Los cortos en vivos fueron grabados en la Arena Stabler, en Bethlehem, Pensilvania el 31 de diciembre de 1992, como parte del concierto especial de vísperas de año nuevo de 1993.

## Posicionamiento en listas y certificaciones
| Listas (1993/1994)                    | Mejor posición |
| ------------------------------------- | -------------- |
| Alemania (Offizielle Deutsche Charts) | 10             |
| Australia (ARIA)                      | 10             |
| Bélgica (Flandes) (Ultratop 50)       | 23             |
| Estados Unidos (Billboard Hot 100)    | 10             |
| Estados Unidos (Top 40 Mainstream)    | 5              |
| Francia (SNEP)                        | 49             |
| Nueva Zelanda (Recorded Music NZ)     | 13             |
| Reino Unido (UK Singles Chart)        | 13             |
| Suecia (Sverigetopplistan)            | 27             |
| Suiza (Schweizer Hitparade)           | 9              |

| País        | Organismo certificador | Certificación | Ref.   |
| ----------- | ---------------------- | ------------- | ------ |
| Australia   | ARIA                   | Oro           | [ 11 ] |
| Reino Unido | BPI                    | Plata         | [ 12 ] |